# Pungdo
Pungdo är en ö i Sydkorea.   Den ligger i provinsen Gyeonggi, i den nordvästra delen av landet, 70 km sydväst om huvudstaden Seoul. Arean är 2,1 kvadratkilometer.
Terrängen på Pungdo är lite kuperad. Öns högsta punkt är 174 meter över havet. Den sträcker sig 2,0 kilometer i nord-sydlig riktning, och 1,6 kilometer i öst-västlig riktning.